# Nowosiółka (hromada Zaleszczyki)
Nowosiółka, Nowosiółka Kostiukowa (ukr. Новосілка, Nowosiłka) – wieś na Ukrainie, w obwodzie tarnopolskim, w rejonie czortkowskim.
Do 1958 roku miejscowość nosiła nazwę Nowosiółka Kostiukowa (ukr. Новосілка-Костюкова, Nowosiłka-Kostiukowa).
W II Rzeczypospolitej w gminie wiejskiej Kasperowce w powiecie zaleszczyckim, w województwie tarnopolskim, utworzonej 1 sierpnia 1934 roku w ramach reformy na podstawie ustawy scaleniowej.
W okresie międzywojennym właścicielką majątku Nowosiółka Kostiukowa była Klara Auerbach-Margules. 
W roku 1944 nacjonaliści ukraińscy z OUN-UPA zamordowali tutaj 10 Polaków.

## Zabytki
- ruiny zamku[4]